# ウシ血清アルブミン
ウシ血清アルブミン（英語: Bovine serum albumin、BSAまたは"フラクションV"と略される）は、ウシから得られる血清アルブミンである。このタンパク質は研究実験においてタンパク質の標準溶液に用いられる。
"フラクションV"という通称はアルブミンが血漿タンパク質の溶解度の違いを利用するコーンの浄化法において5番目の留分として出てくることに由来する。溶液の濃度やpH、電荷、温度を変えることで、コーンは血漿の成分を分離することに成功した。これはまずヒト血清アルブミンで商業化され、次にBSAについても商業化された。

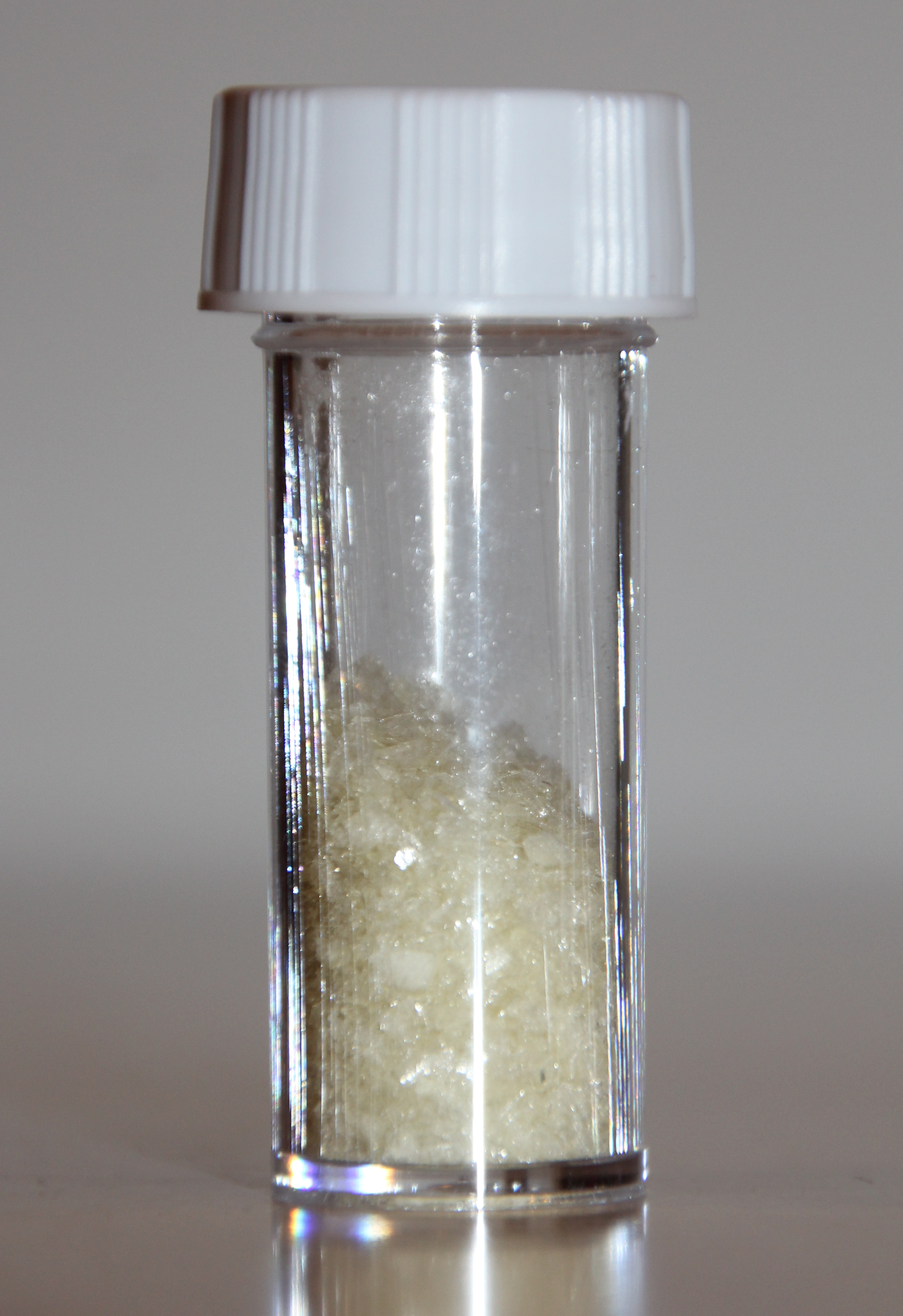
フリーズドライにされたBSA

## 性質
| ペプチド           | 位置     | 長さ（アミノ酸残基数） | 分子量（ Da） |
| ------------------ | -------- | ---------------------- | ------------- |
| 前駆体の全長       | 1 – 607  | 607                    | 69,324        |
| シグナルペプチド   | 1 – 18   | 18                     | 2,107         |
| プロペプチド       | 19 – 22  | 4                      | 478           |
| 完成型のタンパク質 | 25 – 607 | 583                    | 66,463        |

BSAの物理的性質:
- アミノ酸残基の数: 583
- 分子量: 66,463 Da (= 66.5 kDa)
- 25 °Cの水中での等電点: 4.7[1]
- モル吸光係数（英語版） of 43,824 M−1cm−1（ 279 nm[2]）
- 大きさ: 140 × 40 × 40 Å (a = b < c型の楕円球)[3]
- 1%溶液ができるpH範囲: 5.2-7 [4][5]
- 旋光度: [α]259: -61°; [α]264: -63°[4][5]
- ストークス半径（英語版） (rs): 3.48 nm[6]
- 沈降係数, S20,W × 1013: 4.5 (単量体), 6.7 (二量体)[4][5]
- 拡散係数, D20,W × 10−7 cm2/s: 5.9[4][5]
- 部分比容積（英語版）, V20: 0.733[4][5]
- 固有粘度（英語版）, η: 0.0413[4][5]
- 摩擦係数, f/f0: 1.30[4][5]
- 屈折率 (578 nm) × 10−3: 1.90[4][5]
- 吸光度, A279 nm1 g/L: 0.667[4][5]
- 平均らせん半径, [m']233: 8443[4][5]
- 平均扁平率: 21.1 [θ]209 nm; 20.1 [θ]222 nm[4][5]
- αヘリックスの割合（概算）, %: 54[4][5]
- βシートの割合（概算）, %: 18[4][5]

## 応用
BSAはELISA（Enzyme-Linked Immunosorbent Assay）やウェスタンブロッティング、免疫染色など、生化学の分野で多くの応用がなされている。BSAは小さいタンパク質で安定であり、余計な反応を起こさないため、免疫染色でブロッカーとして用いられる。細胞内で抗原を特定するために抗体を使う免疫染色ではBSAに非特異的な結合部位に結合させるため、組織をBSAブロッカーと置いておくことが多い 。BSAの非特異性結合部位への結合により、抗体が目的の抗原とだけ結合しやすくなる。BSAブロッカーが結合部位に結合して非反応性タンパク質で覆ってノイズを減らすので、抗体の感度が上がる。このプロセスでは異物への感度を最大限に高めるために非特異性部位との結合を最小限に抑えることが必要である。BSAは細胞で栄養になり、微生物の培養にも役立つ。制限消化ではBSAはDNAの消化中にいくつかの酵素を安定化させる働きをもち、酵素が試験管やピペットチップスなどの容器に付着するのを抑える効果がある。このタンパク質は他の酵素に影響せず、安定化の必要はない。BSAは、量が未知のタンパク質と量が既知のBSAを比較することで他のタンパク質を定量するのにも用いられている。（ブラッドフォードのタンパク質アッセイを参照）BSAはアッセイでのシグナルを増幅させ、多くの生化学反応において副反応を起こしにくく、安くて純粋なものが畜産業の副産物としてウシの血液から大量に得られることから、頻繁に用いられる。BSAの他の使い道としては、酵素活性をブロックしてポリメラーゼ連鎖反応(PCR)を一時的に止めているときに物質を単離することがある。